# Józef Janos
Józef Janos (ur. 10 grudnia 1895 w Dębnie, zm. 8 lipca 1985 tamże) – polski artysta ludowy, rzeźbiarz, poeta, świątkarz; rzeźbił przydrożne kapliczki, figury do kościołów. Jego prace znajdują się w wielu muzeach etnograficznych w Polsce.

## Życiorys
Jego rodzice byli biednymi góralami żyjącymi z kawałka ziemi. W dzieciństwie pasł gęsi, krowy, wraz z trojgiem rodzeństwa pomagał rodzicom w prowadzeniu ubogiego gospodarstwa. Ukończył czteroklasową szkołę wiejską. W wieku 19 lat został powołany do wojska austriackiego i walczył w czasie I wojny światowej na froncie we włoskich Alpach i w Karpatach Wschodnich. Jak pisze Edward Waligóra: „Po dwóch latach wrócił stamtąd jak z piekła, z głębokim urazem psychicznym. Wojna porozrzucała mu myśli. Wrócił jako inwalida z odmrożonymi stopami.” Zanim wrócił do Polski odmrożenia leczył w szpitalach w Brnie i Wiedniu.
Mimo inwalidztwa, w 1931 roku usamodzielnił się, rozpoczął budowę własnego domu. Sam wykonywał wszelkie prace stolarskie i snycerskie. Robił to na tyle sprawnie, że zaczęto go prosić o wykonywanie różnych detali. Naprawiał i wzbogacał kapliczki, wstawiał świątki w miejsca skradzionych rzeźb. Nie traktował takich zadań zarobkowo, gdy widział, że gdzieś skradziono z kapliczki świątka – dorabiał nowego i wstawiał.
Był niechętny sprzedaży swoich dzieł, o czym świadczy epizod z Witoldem Małcużyńskim, który również interesował się sztuką ludową. Małcużyński – wspólnie z miejscowym proboszczem (parafii w Dębnie) – odwiedził Janosa. Proboszcz tak zrelacjonował tę wizytę: „Józef tym razem wpuścił nas do izby, choć humoru nie miał. Małcużyński, żeby mu się przypodobać, mówi, że ma już jedną jego rzeźbę. »Mogę odkupić« – odburknął Józef Janos. »Józefie, pan Małcużyński to wielki artysta, odwiedza go wielu znanych ludzi, jak mu sprzedacie rzeźbę, będą ją oglądać wielcy ludzie, będziecie znani« – próbowałem go przekonać. »Dy jak taki artysta, to niech se sam zrobi« – odburknął Janos i nic nie sprzedał”.
Józef Janos pisał o sobie:
Ja prostacek, ja prostacek
Jestem nic nieokrzesany
Tylko w drzewie dłubać, wiercić
Jestem to w tym zakochany (...).

## Bardziej znane dzieła
Józef Janas rzeźbił przede wszystkim postacie świętych, kapliczki, stacje Męki Pańskiej. W latach 50. XX wieku wyrzeźbił też kilka płaskorzeźb przedstawiających Mikołaja Kopernika, Jana Matejkę, Wita Stwosza. Wiele razy tworzył symboliczne postacie harnasia czy zbójnika. Stworzył kilkaset rzeźb, z których część należy do najwybitniejszych osiągnięć współczesnej sztuki ludowej.
Credo artystyczne Janosa brzmiało tak:

Drzewo nigdy nie jest samo. Pon Bóg w nim siedzi i kie się siekierkom, strugacem lebo dłutem porusy, to się objawio. Ale na ręcach trza mieć naznacony krzyzyk, jako Wit Stwosz mioł.

### Wyposażenie kościołów
- W kościele św. Michała Archanioła w Dębnie Podhalańskim: płaskorzeźba Michała Archanioła, misternie wykonany konfesjonał z płaskorzeźbą Syna Marnotrawnego (1934), krzyż procesyjny, kapliczka (wszystkie rzeźby dostosowane do tradycji gotyckiej), a także okazały świecznik w kształcie pająka. Artysta mówił: „Zrobiłem pającka, coby świecki z wysoka niesły światło na ludzi i na ich paciorki”. Ponadto są tu: dwa klęczniki (jeden z płaskorzeźbą św. Franciszka został później przeniesiony do kościoła salwatorianów w Zakopanem), pulpit (1934), kropielniczka w kruchcie z Ukrzyżowanym, latarnie, oraz cztery rzeźby feretronowe, z których trzy z czasem ksiądz proboszcz kazał jednemu z mieszkańców wsi pomalować (Katarzynę, Marię i Magdalenę). Czwarta rzeźba feretronowa, późniejsza, przedstawia Frasobliwego w płaszczu, w gotyckim ażurowym łuku z szarotek; jest jedną z cenniejszych ludowych rzeźb tego czasu[2]
- w opactwie cystersów (w kościele Najświętszej Maryi Panny Wniebowziętej i św. Stanisława) w Szczyrzycu: Matka Boska (1939), Chrystus na osiołku, Święta Rodzina, Zamek w Niedzicy, św. Sebastian
- obok wejścia do kościoła Wszystkich Świętych w Krościenku nad Dunajcem: grupa Ukrzyżowania. W bok Chrystusa wbita jest włócznia, pod krzyżem stoją Matka Boska i św. Jan Ewangelista. U stóp krzyża umieszczona jest płaskorzeźba św. Marii Magdaleny. Całość przykryta jest daszkiem z koronkową oprawą. Na podstawie figury Matki Boskiej widnieje napis: „Wyześbione w roku 1951 Pzysły do Krościenka w roku 1963”[4]
- w kościele pw. Miłosierdzia Bożego w Rzepienniku Strzyżewskim: stacje drogi krzyżowej, różaniec (1953), Pasyjka, krzyż procesyjny (wys. 132 cm, 1953) oraz rzeźby: św. Józefa z Dzieciątkiem (1953), św. Franciszka (1953) i św. Hieronima
- w kościele w Jaszczurówce: dwa boczne ołtarzyki (1954), nawiązujące do motywów zdobniczych, używanych w łyżnikach podhalańskich. W prawym ołtarzu umieszczona została figura św. Józefa, natomiast w lewym – Matki Bożej z Dzieciątkiem. Janos był też autorem rzeźby Chrystusa Frasobliwego, umieszczonej w kapliczce nad wejściem do tego kościoła[5]
- w kościele w NMP w Murzasichlu: ołtarz (1970), a w nim Chrystus Upadający pod Krzyżem i Pietà, ponadto feretron ze św. Antonim (140 cm wysokości, ok. 1970) i Chrystus Ukrzyżowany (w tęczy, 1970)
- w kościele na Kowańcu koło Nowego Targu stacje Męki Pańskiej (1970)
- w kościele w Rogoźniku stacje Męki Pańskiej
- w kościele bernardynów na Bystrem w Zakopanem: płaskorzeźby drogi krzyżowej i kapliczka św. Antoniego[5]
- w kościele salwatorianów w Zakopanem: kapliczka ze św. Antonim.

### Rzeźby
Jego rzeźby znajdują się w zbiorach wielu muzeów etnograficznych w Polsce, w tym m.in.:
| w zbiorach Państwowego Muzeum Etnograficznego w Warszawie - Chrystus Frasobliwy, wym. 45 x 27 - Chrystus Frasobliwy - św. Antoni - Matka Boska z Dzieciątkiem, wym. 72 x 35 cm - św. Katarzyna, wym. 81 x 31 cm - Samson dusi lwa, wym. 76 x 36 cm, 1963 - Mojżesz, wym. 76 x 46 cm - Kostka Napierski, wym. 73 x 30 cm, 1954 - Adam Mickiewicz, wym. 64 x 29 cm, 1953 - Mikołaj Kopernik, 1953 - Wit Stwosz, wym. 56 x 27 cm, 1953 w zbiorach Muzeum Etnograficznego w Krakowie - Chrystus Ukrzyżowany, wys. 53 cm, 1938 - Madonna na ognistym smoku, wym. 57 x 32 cm - Madonna na ognistym smoku, wym. 84 x 39 cm, 1970 - „Idź ze mną”, wys. 62 cm - Matka Boska, rzeźba feretronowa, wys. 104 cm, ok. 1938 - Pogrzeb św. Rozalii, wym. 109 x 54 cm - Oko Opatrzności, wym. 54 x 38 cm - Daniel z lwami, wym. 48 x 48 cm - św. Franciszek, wys. 74 cm - Chrystus Ukrzyżowany, wym. 74 x 46 cm - Chrystus Ukrzyżowany, wys. krzyża 75 cm, 1969 w zbiorach Muzeum Archeologicznego i Etnograficznego w Łodzi - św. Franciszek, wym. 65 x 32 cm | w zbiorach Muzeum Etnograficznego w Tarnowie - św. Franciszek, wym. 65 x 32 cm, ok. 1968 - Pietà, wys. 39 cm, 1961 - Szopka, ok. 1961 w innych zbiorach lub w kapliczkach przydrożnych - Chrystus u słupa, wys. 35 cm, 1934 r. w zbiorach T. Kijak-Solowskiego - Kapliczka słupowa w Dębnie, 1953 - Kapliczka przydrożna w Dębnie - Madonna na ognistym smoku, 1938 - Adam i Ewa, ok. 1939 - Pogrzeb św. Rozalii (fragment) - Zwiastowanie - Matka Boska i w. Anna, wym. 53 x 36 cm - Ofiarowanie w świątyni - Chrystus w świątyni - Chrystus w Ogrójcu, wym. 53 x 38 cm - Biczowanie Chrystusa, wym. 53 x 38 cm - Chrystus cierniem koronowany - Chrystus idący na Golgotę, wym. 53 x 37 cm - Chrystus Ukrzyżowany, wym. 53 x 38 cm - Zmartwychwstanie, wym. 53 x 37 cm - Chrystus Zmartwychwstały - Zesłanie Ducha świętego - Wniebowzięcie Majtki Boskiej, wym. 53 x 36 cm - Koronacja Matki Boskiej, wym. 53 x 38 cm - Janosik, 1953 - Janosik na koniu, 1951 - Pasyjka, wym. 40 x 24 cm, 1951, w zbiorach Jacka Woźniakowskiego - Adoracja kielicha z hostią, wym. 75 x 30 cm, 1970, w zbiorach ks. Wł. Janczy |  |

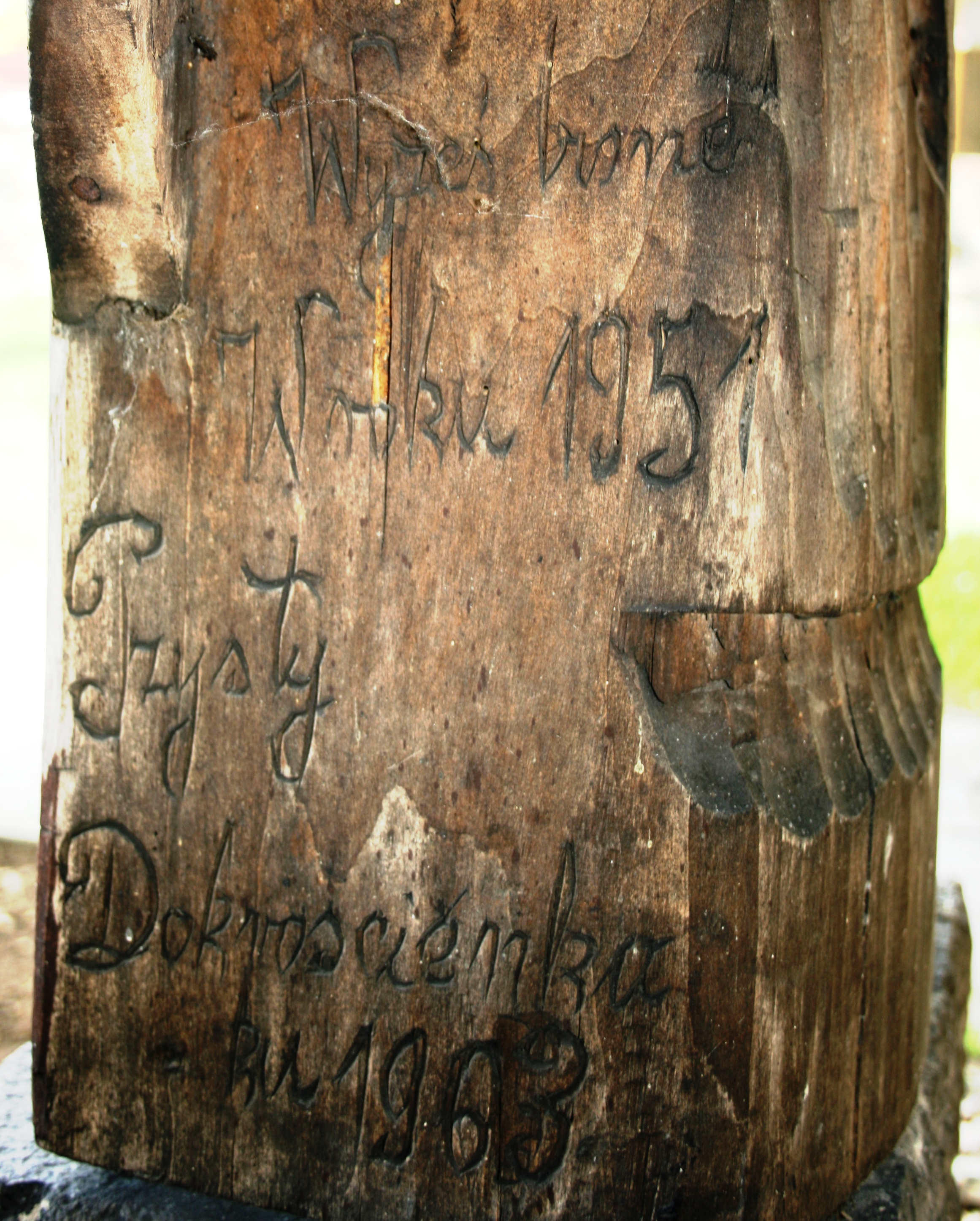
Inskrypcja Józefa Janosa na rzeźbie w kościele Wszystkich Świętych w Krościenku nad Dunajcem

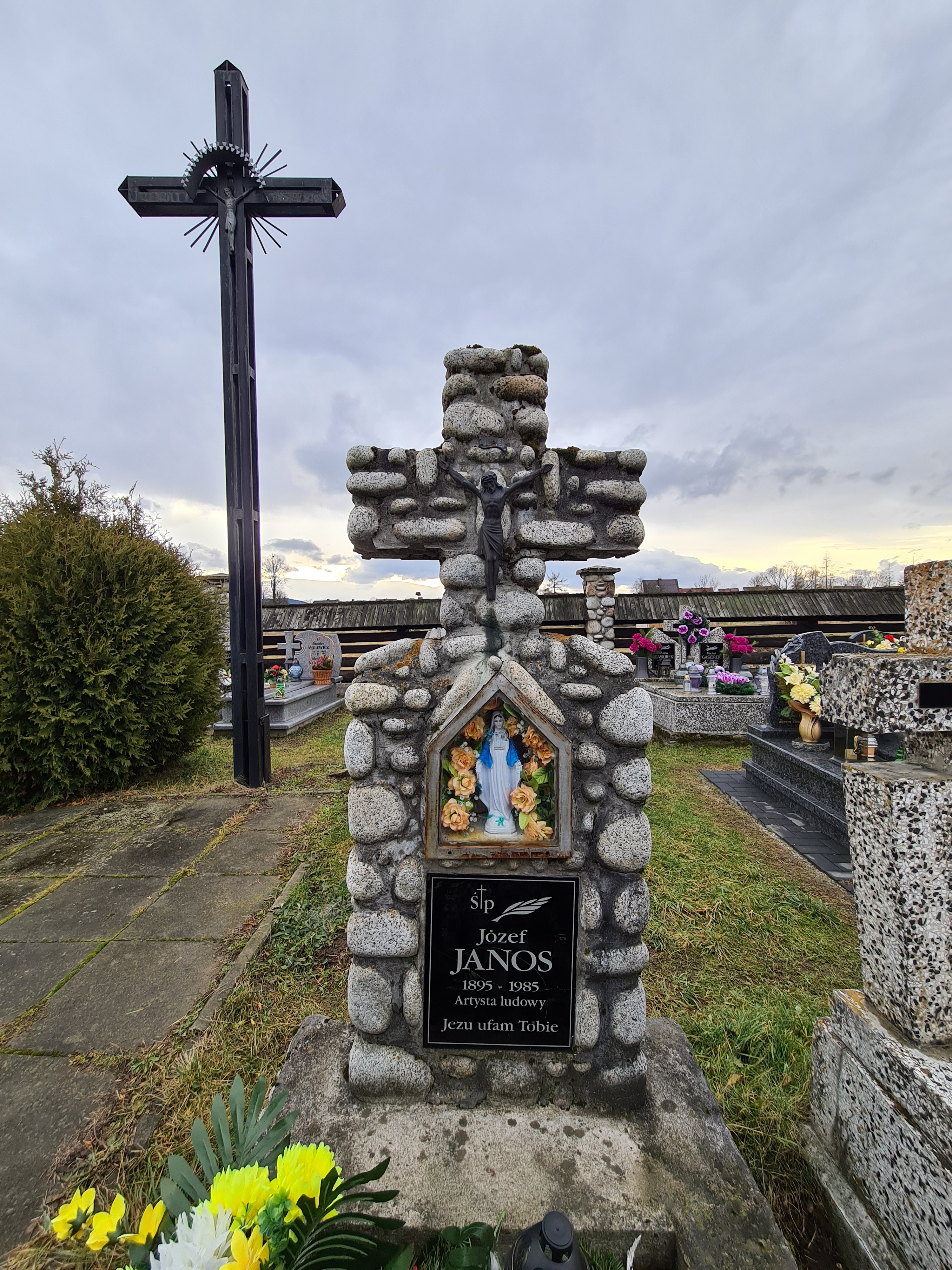
Grób Józefa Janosa na cmentarzu parafialnym w Dębnie Podhalańskim

Ponadto rzeźby Józefa Janosa znajdują się w Muzeum im. prof. Stanisława Fischera w Bochni

### Rysunki i wiersze
w zbiorach Państwowego Muzeum Etnograficznego w Warszawie:
- Matka Boska z Dzieciątkiem, rysunek dwustronny na papierze o wym. 70 x 45 cm, ok. 1953
- Pietà, rysunek dwustronny na papierze wym. 70 x 45 cm, ok. 1953
- św. Antoni, rysunek dwustronny na papierze, wym. 70 x 45 cm, ok. 1953

w zbiorach F. Kijak-Solowskiego:
- wiersz o św. Franciszku napisany na kalendarzu ściennym, 1956.

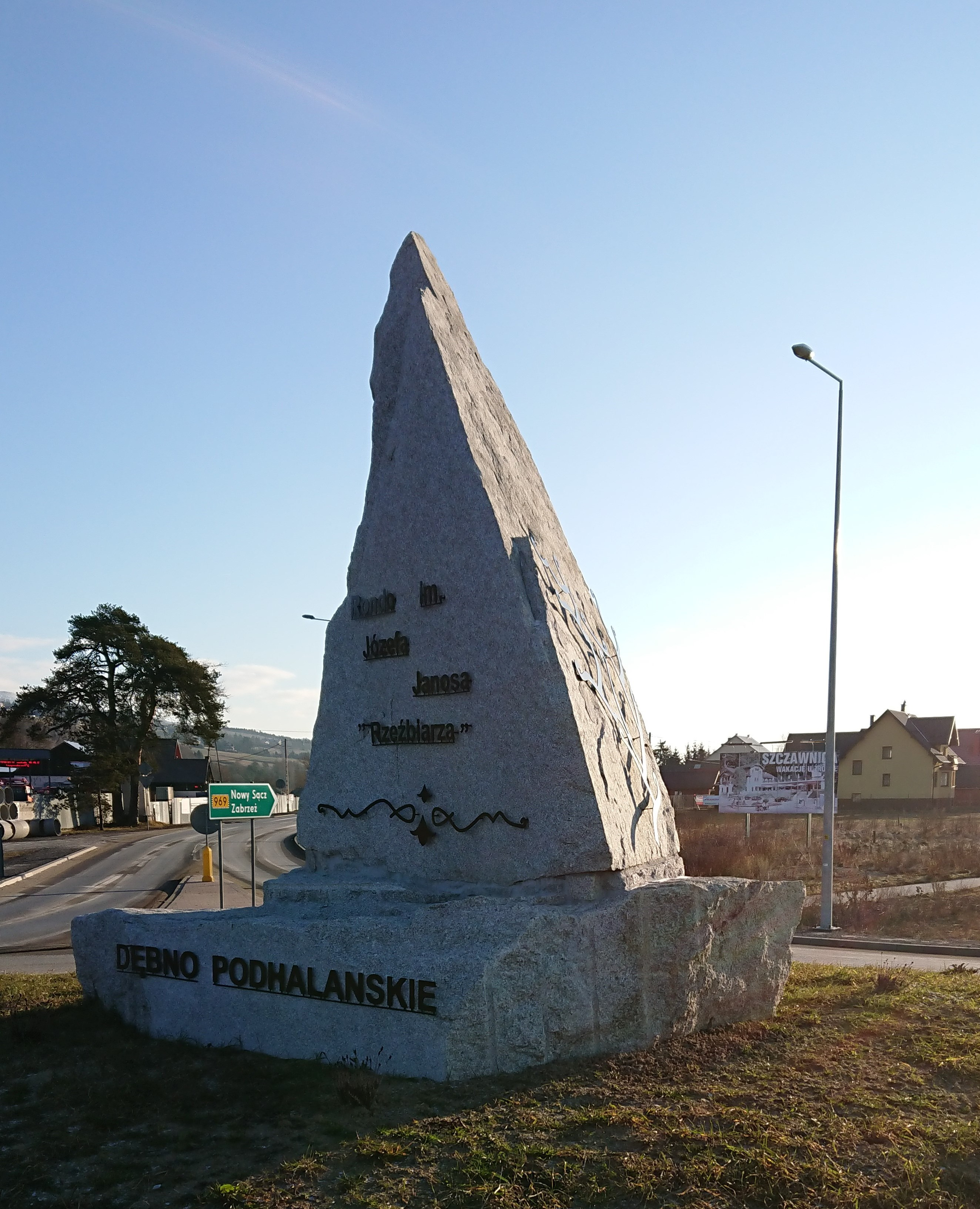
Kamień na rondzie im. Józefa Janosa w Dębnie Podhalańskim

## Nagrody
- 1985 – Nagroda im. Oskara Kolberga (nie zdążył odebrać za życia)

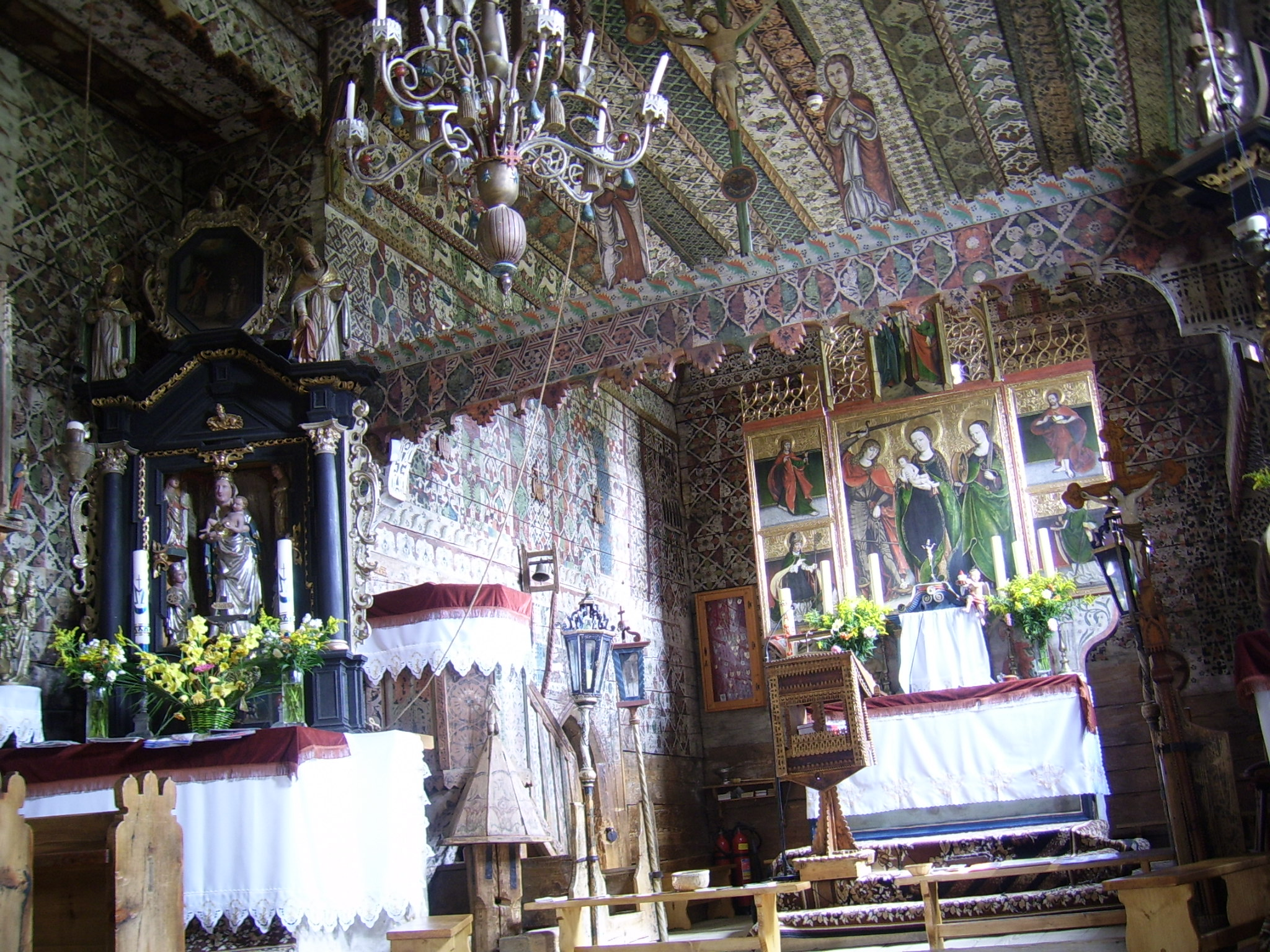
Wnętrze kościoła św. Michała Archanioła w Dębnie Podhalańskim wypełnione rzeźbami Józefa Janosa, między innymi „pającek” pod sufitem

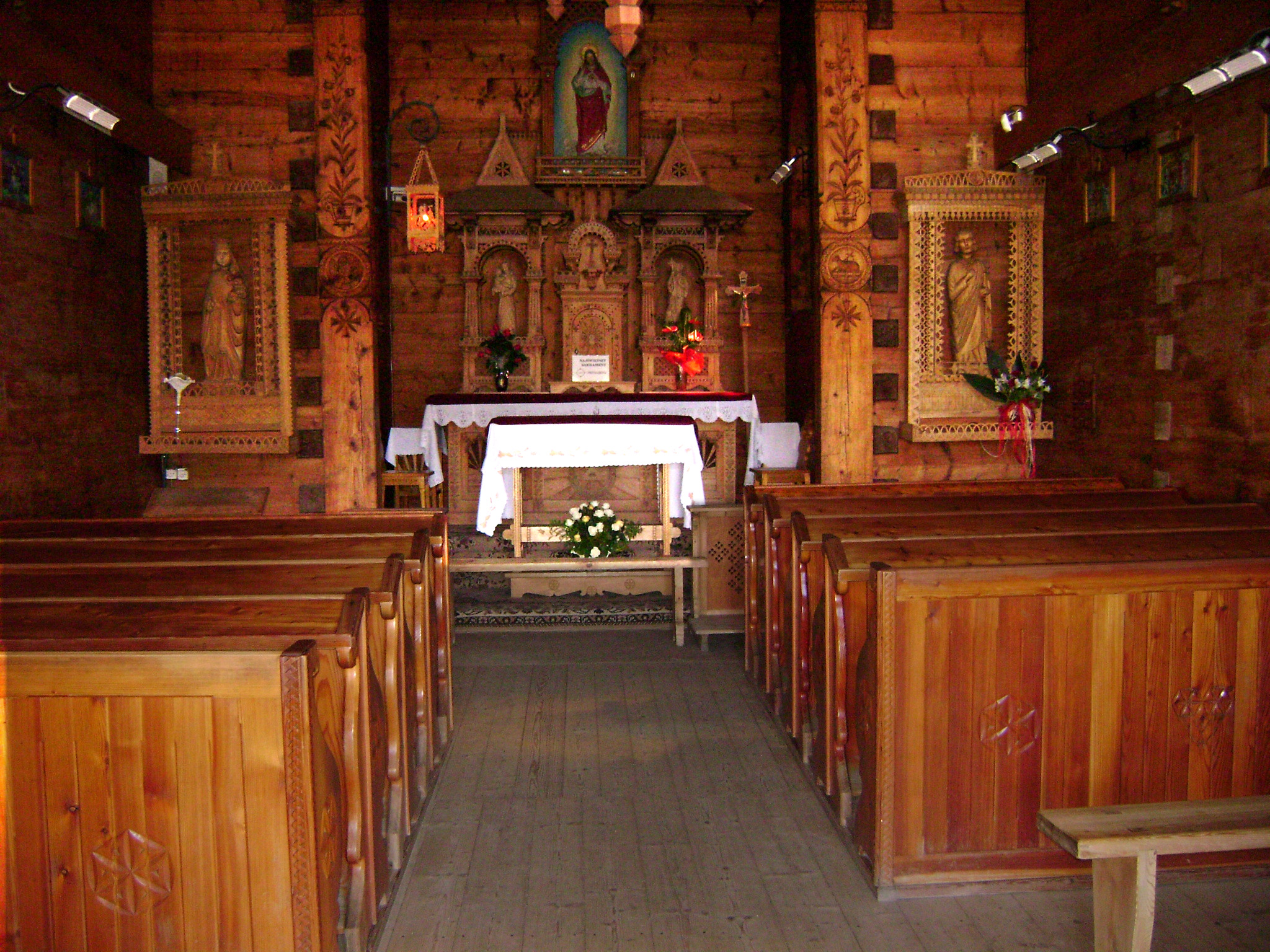
Dwa boczne ołtarzyki w kościele Najświętszego Serca Jezusowego w Jaszczurówce są autorstwa Józefa Janosa

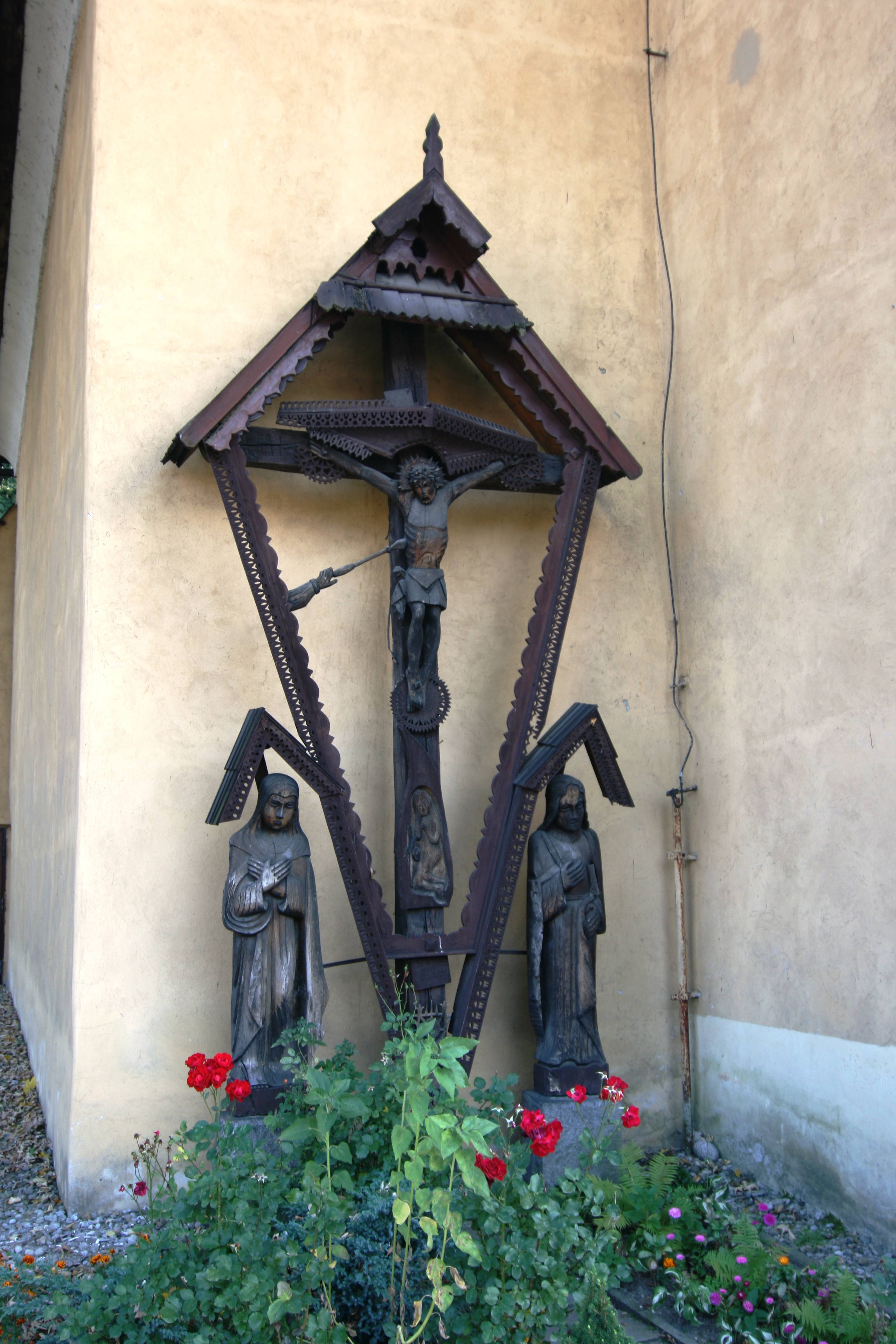
Grupa Ukrzyżowania autorstwa Józefa Janosa w kościele Wszystkich Świętych w Krościenku nad Dunajcem, „wyześbiona” w 1951 roku

## Życie prywatne
Józef Janos nigdy nie założył rodziny. Mieszkał samotnie w małej chacie (dwuizbowej z sienią, bez światła i wody, z małym ogródkiem, w którym była studnia) w centrum wsi Dębno.
Po śmierci został pochowany, jak chciał, we franciszkańskim habicie, na cmentarzu parafialnym w Dębnie, niedaleko słynnego drewnianego kościoła św. Michała Archanioła.

## Upamiętnienie
Rondo w Dębnie (skrzyżowanie drogi wojewódzkiej nr 969, czyli ul. Jana Pawła II w Dębnie, z ul. Nowotarską) nazwano Rondem im. Józefa Janosa „Rzeźbiarza”. Na jego środku stoi kamień upamiętniający artystę.